# عماد حنتول
عماد حنتول (مواليد 18 فبراير 1988) هو لاعب كرة قدم سعودي يلعب حالياً في نادي الزلفي .

## مسيرة اللاعب
لعب سابقاً في أندية حطين والتعاون و العين واحترف في نادي الشباب العماني في عام 2011 .

## الحياة الشخصية
عماد هو عم اللاعب حدري حنتول.

## وصلات خارجية
- عماد حنتول على موقع Soccerway.com (الإنجليزية)